# New Adventures in Hi-Fi
New Adventures in Hi-Fi er det tiende studiealbum af det amerikanske alternative rockband R.E.M.. Det blev udgivet i 1996 som deres femte større udgivelse på Warner Bros. Records d. 9. september 1996. New Adventures in Hi-Fi var det sidste album, hvor medstifter og trommeslager Bill Berry medvirkede, idet han forlod bandet året efter. Det var også det sidste album for deres oprindelige manager Jefferson Holt og producer Scott Litt, som de havde samarbejdet med over en længere periode.

## Modtagelse
Albummet blev generelt positivt modtaget af anmeldere og fans.
New Adventures in Hi-Fi er siden kommet på flere lister over de bedste albums fra 1990'erne eller nogensinde:
- Magnet: Top 60 Albums 1993–2003 (#20)[9]
- Mojo: The 100 Greatest Albums of Our Lifetime 1993–2006 (#20)

Det var også at finde på flere liste over årets bedste udgivelse for 1996:
- Eye Weekly (#11)
- The Face (#28)
- Magnet (#26)
- Mojo (#4)
- New Musical Express (#16)
- Q (unranked)
- Rock Sound (French edition) (#2)
- Rolling Stone (#4)
- Spin (#11)
- Village Voice (#11)

## Spor
Alle sange er skrevet af Bill Berry, Peter Buck, Mike Mills og Michael Stipe:
The Hi Side
1. "How the West Was Won and Where It Got Us" – 4:31
2. "The Wake-Up Bomb" – 5:08
3. "New Test Leper" – 5:26
4. "Undertow" – 5:09
5. "E-Bow the Letter" – 5:23
6. "Leave" – 7:18

The Fi Side
1. "Departure" – 3:28
2. "Bittersweet Me" – 4:06
3. "Be Mine" – 5:32
4. "Binky the Doormat" – 5:01
5. "Zither" – 2:33
6. "So Fast, So Numb" – 4:12
7. "Low Desert" – 3:30
8. "Electrolite" – 4:05